# Finals de l'NBA de 2012
Les finals de l'NBA de 2012 van ser les sèries definitives dels playoffs del 2012 i van suposar la conclusió de la temporada 2011-12 de l'NBA. El títol, es jugava al millor de set partits.
El representant de la Conferència Est va ser Miami Heat, que va aconseguir la seva classificació per a la final de l'NBA el 9 de juny, en guanyar el setè partit de la seva eliminatòria contra Boston, per 100-88.
Per part de la Conferència Oest es van classificar els Oklahoma City Thunder, després de guanyar el sisè partit de la seva sèrie per 107-99, el 6 de juny, a la seva pròpia pista contra els Spurs de San Antonio.
La final, disputada a partir del 12 de juny, era inèdita fins a aquell moment, i fou guanyada per uns Miami Heat liderats per LeBron James.

## Calendari
| Partit | Equips                             | Dia        | Hora     | TV als EUA |
| ------ | ---------------------------------- | ---------- | -------- | ---------- |
| #1     | Oklahoma City Thunder - Miami Heat | 12 de juny | 21:00 ET | ABC        |
| #2     | Oklahoma City Thunder - Miami Heat | 14 de juny | 21:00 ET | ABC        |
| #3     | Miami Heat - Oklahoma City Thunder | 17 de juny | 20:00 ET | ABC        |
| #4     | Miami Heat - Oklahoma City Thunder | 19 de juny | 21:00 ET | ABC        |
| #5 ()  | Miami Heat - Oklahoma City Thunder | 21 de juny | 21:00 ET | ABC        |
| #6 ()  | Oklahoma City Thunder - Miami Heat | 24 de juny | 20:00 ET | ABC        |
| #7 ()  | Oklahoma City Thunder - Miami Heat | 26 de juny | 21:00 ET | ABC        |

(): Es jugarà en cas que calgui.

## Enfrontaments previs en temporada regular 2011-2012
| Detalls   | Data       | Equips                             | Resultat | Lloc                                                |
| --------- | ---------- | ---------------------------------- | -------- | --------------------------------------------------- |
| Detalls 1 | 25/03/2012 | Oklahoma City Thunder - Miami Heat | 103-87   | Chesapeake Energy Arena, a Oklahoma City (Oklahoma) |
| Detalls 2 | 04/04/2012 | Miami Heat - Oklahoma City Thunder | 98-93    | American Airlines Arena, a Miami (Florida)          |

## Camí cap a la Final de l'NBA
La trajectòria en les eliminatòries de playoffs de tots dos equips va ser: 
|      | Equip                 | 1a Ronda                           | Semifinal de Conferència             | Final de Conferència                |
| ---- | --------------------- | ---------------------------------- | ------------------------------------ | ----------------------------------- |
| OEST | Oklahoma City Thunder | Va guanyar a Dallas Mavericks, 4-0 | Va guanyar a Los Angeles Lakers, 4-1 | Va guanyar a San Antonio Spurs, 4-2 |
| EST  | Miami Heat            | Va guanyar a New York Knicks, 4-1  | Va guanyar a Indiana Pacers, 4-2     | Va guanyar a Boston Celtics, 4-3    |

## Partits de la final
|  |                       |   |  |  |
|  | Oklahoma City Thunder | 1 |  |  |
|  | Oklahoma City Thunder | 1 |  |  |
|  | Miami Heat            | 4 |  |  |

| 12 de juny 21:00 ET Detalls | Oklahoma City Thunder                                                                                    | 105–94 | Miami Heat | Chesapeake Energy Arena, Oklahoma City (Oklahoma) Assistència: 18.203 espectadors Àrbitres: - Núm. 13 Monty McCutchen - Núm. 9 Derrick Stafford - Núm. 14 Ed Malloy | ABC |
| 12 de juny 21:00 ET Detalls | Resultats per quarts: 22-29, 25-25, 27-19, 31-21                                                         |        | | Chesapeake Energy Arena, Oklahoma City (Oklahoma) Assistència: 18.203 espectadors Àrbitres: - Núm. 13 Monty McCutchen - Núm. 9 Derrick Stafford - Núm. 14 Ed Malloy | ABC |
| 12 de juny 21:00 ET Detalls | Pts: Kevin Durant, 36 Rebs: Nick Collison, 10 Assist: Russell Westbrook, 11 Russell Westbrook (27 punts) |        | Pts: LeBron James, 30 Rebs: Udonis Haslem, 11 Assist: Dwyane Wade, 8 Dwyane Wade (19 punts), Shane Battier (17 punts), LeBron James (4 robos) | Chesapeake Energy Arena, Oklahoma City (Oklahoma) Assistència: 18.203 espectadors Àrbitres: - Núm. 13 Monty McCutchen - Núm. 9 Derrick Stafford - Núm. 14 Ed Malloy | ABC |
| 12 de juny 21:00 ET Detalls | Oklahoma City Thunder lidera la serie 1-0                                                                |        | | Chesapeake Energy Arena, Oklahoma City (Oklahoma) Assistència: 18.203 espectadors Àrbitres: - Núm. 13 Monty McCutchen - Núm. 9 Derrick Stafford - Núm. 14 Ed Malloy | ABC |

| 14 de juny 9:00 pm Detalls | Miami Heat                                                     | 100–96 | Oklahoma City Thunder                                                       | Chesapeake Energy Arena, Oklahoma City (Oklahoma) Assistència: 18.203 espectadors Àrbitres: - Núm. 43 Dan Crawford - Núm. 25 Tony Brothers - Núm. 49 Tom Washington | ABC |
| 14 de juny 9:00 pm Detalls | Resultats per quarts: 27-15, 28-28, 23-24, 22-29               |        |                                                                             | Chesapeake Energy Arena, Oklahoma City (Oklahoma) Assistència: 18.203 espectadors Àrbitres: - Núm. 43 Dan Crawford - Núm. 25 Tony Brothers - Núm. 49 Tom Washington | ABC |
| 14 de juny 9:00 pm Detalls | Pts: LeBron James 32 Rebs: Chris Bosh 15 Assist: James, Wade 5 |        | Pts: Kevin Durant 32 Rebs: Perkins, Westbrook 8 Assist: Russell Westbrook 7 | Chesapeake Energy Arena, Oklahoma City (Oklahoma) Assistència: 18.203 espectadors Àrbitres: - Núm. 43 Dan Crawford - Núm. 25 Tony Brothers - Núm. 49 Tom Washington | ABC |
| 14 de juny 9:00 pm Detalls | Series empatadas, 1–1                                          |        |                                                                             | Chesapeake Energy Arena, Oklahoma City (Oklahoma) Assistència: 18.203 espectadors Àrbitres: - Núm. 43 Dan Crawford - Núm. 25 Tony Brothers - Núm. 49 Tom Washington | ABC |

| 17 de juny 8:00 pm Detalls | Oklahoma City Thunder                                                 | 85–91 | Miami Heat                                                       | American Airlines Arena, Miami, Florida Assistència: 20,003 espectadors Àrbitres: - Núm. 17 Joe Crawford - Núm. 19 James Capers - Núm. 41 Ken Mauer | ABC |
| 17 de juny 8:00 pm Detalls | Resultats per quarts: 20-26, 21-26, 21-22, 18-22                      |       |                                                                  | American Airlines Arena, Miami, Florida Assistència: 20,003 espectadors Àrbitres: - Núm. 17 Joe Crawford - Núm. 19 James Capers - Núm. 41 Ken Mauer | ABC |
| 17 de juny 8:00 pm Detalls | Pts: Kevin Durant 25 Rebs: Kendrick Perkins 12 Assist: James Harden 6 |       | Pts: LeBron James 29 Rebs: LeBron James 14 Assist: Dwyane Wade 7 | American Airlines Arena, Miami, Florida Assistència: 20,003 espectadors Àrbitres: - Núm. 17 Joe Crawford - Núm. 19 James Capers - Núm. 41 Ken Mauer | ABC |
| 17 de juny 8:00 pm Detalls | Miami lidera las series, 2–1                                          |       |                                                                  | American Airlines Arena, Miami, Florida Assistència: 20,003 espectadors Àrbitres: - Núm. 17 Joe Crawford - Núm. 19 James Capers - Núm. 41 Ken Mauer | ABC |

| 19 de juny 9:00 pm Detalls | Oklahoma City Thunder                                                       | 98–104 | Miami Heat                                                       | American Airlines Arena, Miami, Florida Assistència: 20,003 espectadors Àrbitres: - Núm. 48 Scott Foster - Núm. 24 Mike Callahan - Núm. 55 Bill Kennedy | ABC |
| 19 de juny 9:00 pm Detalls | Resultats per quarts: 33-19, 16-27, 26-33, 23-25                            |        |                                                                  | American Airlines Arena, Miami, Florida Assistència: 20,003 espectadors Àrbitres: - Núm. 48 Scott Foster - Núm. 24 Mike Callahan - Núm. 55 Bill Kennedy | ABC |
| 19 de juny 9:00 pm Detalls | Pts: Russell Westbrook 43 Rebs: James Harden 10 Assist: Russell Westbrook 5 |        | Pts: LeBron James 26 Rebs: Bosh, James 9 Assist: LeBron James 12 | American Airlines Arena, Miami, Florida Assistència: 20,003 espectadors Àrbitres: - Núm. 48 Scott Foster - Núm. 24 Mike Callahan - Núm. 55 Bill Kennedy | ABC |
| 19 de juny 9:00 pm Detalls | Miami lidera las series, 3–1                                                |        |                                                                  | American Airlines Arena, Miami, Florida Assistència: 20,003 espectadors Àrbitres: - Núm. 48 Scott Foster - Núm. 24 Mike Callahan - Núm. 55 Bill Kennedy | ABC |

| 21 de juny 9:00 pm Detalls | Oklahoma City Thunder                                                  | 106–121 | Miami Heat                                                         | American Airlines Arena, Miami, Florida Assistència: 20,003 espectadors Àrbitres: - Núm. 43 Dan Crawford - Núm. 13 Monty McCutchen - Núm. 9 Derrick Stafford | ABC |
| 21 de juny 9:00 pm Detalls | Resultats per quarts: 26-31, 23-28, 22-36, 35-26                       |         |                                                                    | American Airlines Arena, Miami, Florida Assistència: 20,003 espectadors Àrbitres: - Núm. 43 Dan Crawford - Núm. 13 Monty McCutchen - Núm. 9 Derrick Stafford | ABC |
| 21 de juny 9:00 pm Detalls | Pts: Kevin Durant 32 Rebs: Kevin Durant 11 Assist: Russell Westbrook 6 |         | Pts: LeBron James 26 Rebs: LeBron James 11 Assist: LeBron James 13 | American Airlines Arena, Miami, Florida Assistència: 20,003 espectadors Àrbitres: - Núm. 43 Dan Crawford - Núm. 13 Monty McCutchen - Núm. 9 Derrick Stafford | ABC |
| 21 de juny 9:00 pm Detalls | Miami guanya les Finals de l'NBA, 4–1                                  |         |                                                                    | American Airlines Arena, Miami, Florida Assistència: 20,003 espectadors Àrbitres: - Núm. 43 Dan Crawford - Núm. 13 Monty McCutchen - Núm. 9 Derrick Stafford | ABC |